# Lijst van rijksmonumenten in Sneek
De stad Sneek telt 106 inschrijvingen in het rijksmonumentenregister. Hieronder een overzicht. Voor een overzicht van alle beschikbare afbeeldingen zie de categorie Rijksmonumenten in Sneek op Wikimedia Commons. 
| Object | Oorspronkelijke functie?  | Bouwjaar | Architect                                                                               | Locatie                                                        | Coördinaten?                 | Nr.?   | Afbeelding                                                                                            |
| --- | ------------------------- | --- | --------------------------------------------------------------------------------------- | -------------------------------------------------------------- | ---------------------------- | ------ | --- |
| Voormalig landhuis met door fronton gedekte verhoogde middenpartij gevat tussen pilasters                                        | Woonhuis                  | 1785 | A. Bruinsma                                                                             | Geeuwkade 15                                                   | 53° 1' 45" NB, 5° 39' 24" OL | 34006  | Meer afbeeldingen                                                                                     |
| Pand met verdieping tussen topgevels onder hoog zadeldak met rechte kroonlijst en dakkapel met fronton                           | Werk-woonhuis             | |                                                                                         | Gedempte Poortezijlen 1                                        | 53° 1' 58" NB, 5° 39' 43" OL | 34007  | Meer afbeeldingen                                                                                     |
| Grote of Martinikerk | Kerk                      | oorspr. ca. 1300 1498-1503 (koor, kort daarna grootste deel kerk) 1652 (poortje koor) 1708-'11 (herb./verb.) 1771 (klokkenkoepel) 1793 en 1871 (verb.) 1924-'25 (rest.) | P. Nijsloot (1771) A. Bruinsma (1793) A. Breunissen Troost (1871) F. de Jong (1924-'25) | Grote Kerkstraat 5                                             | 53° 1' 55" NB, 5° 39' 31" OL | 34008  | Meer afbeeldingen                                                                                     |
| 't Huys Grootsandt | Werk-woonhuis             | |                                                                                         | Grootzand 85                                                   | 53° 1' 48" NB, 5° 39' 36" OL | 34009  | Meer afbeeldingen                                                                                     |
| Pand onder zadeldak tegen klokgevel met aanzetkrullen, deklijst en fronton                                                       | Werk-woonhuis             | |                                                                                         | Grootzand 4                                                    | 53° 1' 55" NB, 5° 39' 42" OL | 34010  | Meer afbeeldingen                                                                                     |
| Smal pandje onder zadeldak tegen trapgevel                                                                                       | Werk-woonhuis             | |                                                                                         | Grootzand 28                                                   | 53° 1' 52" NB, 5° 39' 41" OL | 34011  | Meer afbeeldingen                                                                                     |
| Pand met (oorspr.) deftige gevel afgesloten door rechte kroonlijst en met U-vormig zadeldak met hoekschoorstenen                 | Werk-woonhuis             | midden 19e eeuw (gevel) |                                                                                         | Grootzand 32                                                   | 53° 1' 52" NB, 5° 39' 41" OL | 34012  | Meer afbeeldingen                                                                                     |
| Pand onder zadeldak tegen gepleisterde halsgevel                                                                                 | Woonhuis                  | |                                                                                         | Grootzand 34                                                   | 53° 1' 52" NB, 5° 39' 41" OL | 34013  | Meer afbeeldingen                                                                                     |
| Pand met verdieping en lage zolderverdieping                                                                                     | Werk-woonhuis             | |                                                                                         | Grootzand 36                                                   | 53° 1' 51" NB, 5° 39' 40" OL | 34014  | Meer afbeeldingen                                                                                     |
| Pand met verdieping en met gevel door hoekpilasters geleed en door hoog opgaande middenpartij van kroonlijst bekroond            | Werk-woonhuis             | 1806 | mog. A. Bruinsma                                                                        | Grootzand 48                                                   | 53° 1' 50" NB, 5° 39' 39" OL | 34015  | Meer afbeeldingen                                                                                     |
| Vier traveeën breed pand met kroonlijst met trigliefen onder schilddak met hoekschoorstenen met borden                           | Werk-woonhuis             | |                                                                                         | Grootzand 60                                                   | 53° 1' 49" NB, 5° 39' 39" OL | 34016  | Meer afbeeldingen                                                                                     |
| Pand met kroonlijst onder lang zadeldak en met onderkelderde achterbouw onder apart schilddak                                    | Woonhuis                  | ca. 1660 (kern) 1805 (aanbouw) 1879 (gevel) 1984 en 1990 (rest.) | A. Breunissen Troost (1879)                                                             | Grootzand 78                                                   | 53° 1' 47" NB, 5° 39' 39" OL | 34017  | Meer afbeeldingen                                                                                     |
| 't Fluithuis | Werk-woonhuis             | ca. 1650 |                                                                                         | Hoogend 15                                                     | 53° 1' 47" NB, 5° 39' 37" OL | 34018  | Meer afbeeldingen                                                                                     |
| Koopmanswoning met trapgevel (1795-1861: Het Langweerder Veerhuis) (1886-1964: Twentsch Bierhuis)                                | Woonhuis                  | 1619 1977 (rest.) |                                                                                         | Hoogend 21                                                     | 53° 1' 47" NB, 5° 39' 40" OL | 34019  | Meer afbeeldingen                                                                                     |
| Pand met zolder- en vlieringverdieping onder zadeldak tegen trapgevel met gevelsteen                                             | Werk-woonhuis             | 1659 |                                                                                         | Hoogend 24                                                     | 53° 1' 46" NB, 5° 39' 39" OL | 34020  | Meer afbeeldingen                                                                                     |
| Brandenburg | Werk-woonhuis             | verm. 16e eeuw ca. 1691 (uitbr.) 1818 (verb./gevel) 1880 en 1927 (verb.) 1986 (rest.)                                                                                   |                                                                                         | Kleinzand 1                                                    | 53° 1' 57" NB, 5° 39' 45" OL | 34021  | Meer afbeeldingen                                                                                     |
| Pand met verdieping, zolder- en vlieringverdieping onder zadeldak tegen gepleisterde puntgevel met toppilaster en hijshaak       | Werk-woonhuis             | |                                                                                         | Kleinzand 9                                                    | 53° 1' 57" NB, 5° 39' 46" OL | 34022  | Meer afbeeldingen                                                                                     |
| Deftig pand met omlijste ingang, verdieping, mezzaninoverdieping, versierde kroonlijst en laag U-vormig schilddak                | Woonhuis                  | 1783 | A. Bruinsma                                                                             | Kleinzand 10                                                   | 53° 1' 56" NB, 5° 39' 47" OL | 34023  | Meer afbeeldingen                                                                                     |
| Fries Scheepvaart Museum | Woonhuis                  | 1844 | P.J. Rollema                                                                            | Kleinzand 12                                                   | 53° 1' 56" NB, 5° 39' 47" OL | 34024  | Meer afbeeldingen                                                                                     |
| Fredehiem | Woonhuis                  | ca. 1813 | A. Bruinsma                                                                             | Kleinzand 18                                                   | 53° 1' 56" NB, 5° 39' 48" OL | 34025  | Meer afbeeldingen                                                                                     |
| Pand met verdieping, mezzaninoverdieping en omlijste ingang onder dwarskap met hoekschoorstenen                                  | Woonhuis                  | 1827 | mog. P.S. Reitsma                                                                       | Kleinzand 20                                                   | 53° 1' 57" NB, 5° 39' 49" OL | 34026  | Meer afbeeldingen                                                                                     |
| Woonhuis met twee verdiepingen en versierde kroonlijst onder dwars schilddak                                                     | Woonhuis                  | 1781 | A. Bruinsma                                                                             | Kleinzand 22                                                   | 53° 1' 57" NB, 5° 39' 49" OL | 34027  | Meer afbeeldingen                                                                                     |
| Pand met hoge verdieping met negenruitsvensters onder schilddak                                                                  | Woonhuis                  | |                                                                                         | Kleinzand 30                                                   | 53° 1' 57" NB, 5° 39' 50" OL | 34028  | Meer afbeeldingen                                                                                     |
| Pand met omlijste ingang, grote zesruitsvensters en hoge verdieping onder schilddak                                              | Werk-woonhuis             | 1829 | P.J. Rollema                                                                            | Kleinzand 32                                                   | 53° 1' 57" NB, 5° 39' 50" OL | 34029  | Meer afbeeldingen                                                                                     |
| Pand met twee verdiepingen, versierde kozijnen en gesneden hoekconsoles onder schilddak met hoekschoorstenen                     | Werk-woonhuis             | |                                                                                         | Kleinzand 34                                                   | 53° 1' 56" NB, 5° 39' 51" OL | 34030  | Meer afbeeldingen                                                                                     |
| Pand met omlijste deur, verdieping en mezzaninoverdieping onder schilddak                                                        | Woonhuis                  | |                                                                                         | Kleinzand 36                                                   | 53° 1' 56" NB, 5° 39' 52" OL | 34031  | Meer afbeeldingen                                                                                     |
| Pand met hoge verdieping onder voor afgeschuind zadeldak                                                                         | Woonhuis                  | |                                                                                         | Kleinzand 38                                                   | 53° 1' 57" NB, 5° 39' 52" OL | 34032  | Meer afbeeldingen                                                                                     |
| Pand met omlijste deur, zesruitsvensters en hoge verdieping onder schilddak                                                      | Woonhuis                  | 1842 | P.J. Rollema                                                                            | Kleinzand 40                                                   | 53° 1' 57" NB, 5° 39' 52" OL | 34033  | Meer afbeeldingen                                                                                     |
| Deftig pand met middenrisaliet, hoge verdieping en mezzaninoverdieping onder dwarskap tussen topgevels met hoekschoorstenen      | Woonhuis                  | 1790 | A. Bruinsma                                                                             | Kleinzand 42                                                   | 53° 1' 57" NB, 5° 39' 52" OL | 34034  | Meer afbeeldingen                                                                                     |
| Deftige woning van vier traveeën met verdieping, mezzaninoverdieping en bewerkte kroonlijst onder U-vormig schilddak             | Woonhuis                  | 1790 | A. Bruinsma                                                                             | Kleinzand 60                                                   | 53° 1' 58" NB, 5° 39' 54" OL | 34035  | Meer afbeeldingen                                                                                     |
| Perceelsgedeelte van het pand met zolder- en vlieringverdieping onder zadeldak tegen gepleisterde trapgevel                      | Woonhuis                  | |                                                                                         | Kleinzand 68-70                                                | 53° 1' 58" NB, 5° 39' 56" OL | 34036  | Meer afbeeldingen                                                                                     |
| Perceelsgedeelte van het pand met zolder- en vlieringverdieping onder zadeldak tegen gepleisterde trapgevel                      | Woonhuis                  | |                                                                                         | Kleinzand 68-70                                                | 53° 1' 58" NB, 5° 39' 55" OL | 34037  | Meer afbeeldingen                                                                                     |
| Pand met zolder- en vlieringverdieping onder zadeldak tegen trapgevel met neg- en strekblokken                                   | Werk-woonhuis             | |                                                                                         | Kleinzand 96                                                   | 53° 1' 59" NB, 5° 39' 58" OL | 34038  | Meer afbeeldingen                                                                                     |
| Pand met twee verdiepingen en forse geblokte, in het midden verhoogde en met timpaan bekroonde kroonlijst onder laag schildak    | Werk-woonhuis             | 1841 | P.J. Rollema                                                                            | Leeuwenburg 13                                                 | 53° 1' 55" NB, 5° 39' 35" OL | 34039  | Meer afbeeldingen                                                                                     |
| Pand onder zadeldak tegen gepleisterde klokgevel                                                                                 | Werk-woonhuis             | late 18e eeuw (gevel) |                                                                                         | Leeuwenburg 22                                                 | 53° 1' 55" NB, 5° 39' 38" OL | 34040  | Meer afbeeldingen                                                                                     |
| Deftig pand met volledige en lage verdieping en omgaande bewerkte kroonlijst met fronton onder dwars schilddak                   | Werk-woonhuis             | ca. 1800 |                                                                                         | Leeuwenburg 22a                                                | 53° 1' 55" NB, 5° 39' 39" OL | 34041  | Meer afbeeldingen                                                                                     |
| Pand met volledige en lage verdieping en rechte kroonlijst onder dwars schilddak met halfrond gesloten dakkapel                  | Werk-woonhuis             | 1825-1850 |                                                                                         | Leeuwenburg 24                                                 | 53° 1' 55" NB, 5° 39' 39" OL | 34042  | Meer afbeeldingen                                                                                     |
| Hotel Ozinga (voorm. stadsherberg)                                                                                               | Horeca                    | 1845 1865 (woning) 1920-1970 (div. verb.) 2007-2009 (rest.) |                                                                                         | Lemmerweg 8                                                    | 53° 1' 44" NB, 5° 39' 29" OL | 34043  | Meer afbeeldingen                                                                                     |
| Waltastins (met de nrs. 7 en 9)                                                                                                  | Woonhuis                  | 1540 1856 (gevel) |                                                                                         | Marktstraat 5                                                  | 53° 1' 57" NB, 5° 39' 30" OL | 34045  | Meer afbeeldingen                                                                                     |
| Waltastins (met de nrs. 5 en 9)                                                                                                  | Werk-woonhuis             | 1540 1547 (uitbr.) 1856 (gevel) |                                                                                         | Marktstraat 7                                                  | 53° 1' 57" NB, 5° 39' 31" OL | 34046  | Meer afbeeldingen                                                                                     |
| Waltastins (met de nrs. 5 en 7)                                                                                                  | Overheidsgebouw           | 1540 1547 (uitbr.) 1856 (gevel) |                                                                                         | Marktstraat 9                                                  | 53° 1' 57" NB, 5° 39' 31" OL | 34047  | Meer afbeeldingen                                                                                     |
| Stadhuis | Overheidsgebouw           | oorspr. 1478 1550 (vernieuwd) 1605 (uitbr.) verb. in 1730-'36, 1745, 1760-'63, 1819 en 1890 1923-'25 (rest.) 1986-'88 (verb.)                                           | A. Boeikema (1760-'63) W. Penaat (1923-'25)                                             | Marktstraat 11                                                 | 53° 1' 57" NB, 5° 39' 31" OL | 34048  | Meer afbeeldingen                                                                                     |
| Stadhuis, aanbouw (vanaf 1842: secretarie)                                                                                       | Overheidsgebouw           | 1819 | A. Bruinsma                                                                             | Marktstraat 13                                                 | 53° 1' 57" NB, 5° 39' 32" OL | 34049  | Meer afbeeldingen                                                                                     |
| Grietmanshuis, westelijk deel | Overheidsgebouw           | 1761 (gevel) |                                                                                         | Marktstraat 17                                                 | 53° 1' 57" NB, 5° 39' 33" OL | 34050  | Grietmanshuis, westelijk deel                                                                         |
| Grietmanshuis, oostelijk deel | Overheidsgebouw           | 1761 (gevel) |                                                                                         | Marktstraat 19                                                 | 53° 1' 57" NB, 5° 39' 34" OL | 34051  | Meer afbeeldingen                                                                                     |
| In de kern ouder pand onder zadeldak tegen achterpuntgevel                                                                       | Werk-woonhuis             | |                                                                                         | Marktstraat 21                                                 | 53° 1' 57" NB, 5° 39' 34" OL | 34052  | Meer afbeeldingen                                                                                     |
| De Wijnberg | Werk-woonhuis             | 1842 |                                                                                         | Marktstraat 23                                                 | 53° 1' 57" NB, 5° 39' 35" OL | 34053  | Meer afbeeldingen                                                                                     |
| Justitiegebouw | Gerechtsgebouw            | 1838-'39 | P.J. Rollema                                                                            | Marktstraat 27                                                 | 53° 1' 58" NB, 5° 39' 36" OL | 34054  | Meer afbeeldingen                                                                                     |
| Pand met twee verdiepingen met gepleisterde gevel afgesloten door timpaan over de volle breedte                                  | Werk-woonhuis             | 1800-1825 |                                                                                         | Marktstraat 29                                                 | 53° 1' 58" NB, 5° 39' 37" OL | 34055  | Meer afbeeldingen                                                                                     |
| Pand met verdieping en rechte kroonlijst onder voor afgeschuind zadeldak met dakkapel                                            | Werk-woonhuis             | |                                                                                         | Marktstraat 12                                                 | 53° 1' 56" NB, 5° 39' 32" OL | 34056  | Meer afbeeldingen                                                                                     |
| Ruim hoekpand van fijn metselwerk met zware geblokte kroonlijst met timpaan                                                      | Werk-woonhuis             | |                                                                                         | Marktstraat 14                                                 | 53° 1' 56" NB, 5° 39' 33" OL | 34057  | Ruim hoekpand van fijn metselwerk met zware geblokte kroonlijst met timpaan                           |
| Voorm. Gemeentehuis Wymbritseradeel                                                                                              | Overheidsgebouw           | 1864 | A. Breunissen Troost                                                                    | Nauwe Noorderhorne 1                                           | 53° 1' 57" NB, 5° 39' 29" OL | 34044  | Gemeentehuis Wymbritseradeel Voorm. Gemeentehuis Wymbritseradeel                                      |
| Hindelooper Kamer | Werk-woonhuis             | |                                                                                         | Oosterdijk 10                                                  | 53° 1' 59" NB, 5° 39' 46" OL | 34058  | Meer afbeeldingen                                                                                     |
| Tweemaal drie traveeën breed pand met omlijste ingang onder dwarskap met twee halfrond gesloten dakkapellen                      | Werk-woonhuis             | 1828, uitgebreid 1843 | P.J. Rollema (1828, 1843)                                                               | Oosterdijk 59                                                  | 53° 2' 1" NB, 5° 39' 51" OL  | 34059  | Meer afbeeldingen                                                                                     |
| Jagershuis of Leeuwarder Veerhuis                                                                                                | Woonhuis                  | 1772 1812 (verb.) |                                                                                         | Tweede Oosterkade 43-44                                        | 53° 2' 4" NB, 5° 39' 52" OL  | 34060  | Jagershuis of Leeuwarder Veerhuis                                                                     |
| Laatste Stuiverbrug | Brug                      | 1887 1996 (rest.) | J.Ph. Hogendijk                                                                         | bij Tweede Oosterkade 43-44                                    | 53° 2' 14" NB, 5° 39' 58" OL | 34061  | Meer afbeeldingen                                                                                     |
| Grote of Martinikerk, houten klokkenhuis (St. Martinitoren)                                                                      | Kerk en kerkonderdeel     | ca. 1498 1767 (verb.) 1894 en 1968-'69 (rest.) |                                                                                         | Oud Kerkhof 2                                                  | 53° 1' 54" NB, 5° 39' 31" OL | 34062  | Meer afbeeldingen                                                                                     |
| Pand onder zadeldak tegen door fronton bekroonde halsgevel                                                                       | Werk-woonhuis             | late 18e eeuw |                                                                                         | Oude Koemarkt 21                                               | 53° 1' 52" NB, 5° 39' 31" OL | 34063  | Meer afbeeldingen                                                                                     |
| Pand onder voor afgeschuind zadeldak met twaalfruitsdakkapel                                                                     | Woonhuis                  | |                                                                                         | Oude Koemarkt 46                                               | 53° 1' 47" NB, 5° 39' 36" OL | 34064  | Pand onder voor afgeschuind zadeldak met twaalfruitsdakkapel                                          |
| Pand met verdieping, vensternissen en rechte kroonlijst onder zadeldak met dakkapel met ronde fronton                            | Woonhuis                  | 1631 (kern is ouder) |                                                                                         | Singel 55                                                      | 53° 1' 51" NB, 5° 39' 43" OL | 34065  | Pand met verdieping, vensternissen en rechte kroonlijst onder zadeldak met dakkapel met ronde fronton |
| Pand onder zadeldak tegen door fronton bekroonde klokgevel                                                                       | Woonhuis                  | late 18e eeuw |                                                                                         | Singel 59                                                      | 53° 1' 50" NB, 5° 39' 42" OL | 34066  | Pand onder zadeldak tegen door fronton bekroonde klokgevel                                            |
| Doopsgezinde kerk | Kerk en kerkonderdeel     | 1842 | P.J. Rollema                                                                            | Singel 26-28                                                   | 53° 1' 53" NB, 5° 39' 46" OL | 34067  | Meer afbeeldingen                                                                                     |
| Sint-Martinuskerk | Kerk                      | 1869-'72 1984-'85 (rest.) | P.J.H. Cuypers uitgevoerd door C.H. Peters en N. Molenaar sr.                           | Singel 62                                                      | 53° 1' 49" NB, 5° 39' 44" OL | 34068  | Meer afbeeldingen                                                                                     |
| Sint-Martinuskerk, sacristie, pastorie en verbindend deel                                                                        | Kerk en kerkonderdeel     | 1869-'72 | P.J.H. Cuypers                                                                          | Singel 64                                                      | 53° 1' 49" NB, 5° 39' 43" OL | 34069  | Meer afbeeldingen                                                                                     |
| Pand met verdieping onder zadeldak tegen klokgevel met aanzetkrullen en groot gebeeldhouwd kuifstuk                              | Woonhuis                  | 1781 |                                                                                         | Singel 80                                                      | 53° 1' 47" NB, 5° 39' 42" OL | 34070  | Meer afbeeldingen                                                                                     |
| Hoekpand onder diep zadeldak tegen klokgevel met aanzetkrullen en fronton                                                        | Woonhuis                  | ca. 1790 1969-1970 (rest.) |                                                                                         | Singel 90                                                      | 53° 1' 46" NB, 5° 39' 41" OL | 34071  | Meer afbeeldingen                                                                                     |
| Woonhuis met omlijste deur en verdieping onder voor afgeschuind zadeldak met topschoorsteen                                      | Woonhuis                  | |                                                                                         | Suupmarkt 15                                                   | 53° 1' 57" NB, 5° 39' 43" OL | 34072  | Meer afbeeldingen                                                                                     |
| Pand onder hoog voor afgeschuind zadeldak, links in twee verdiepingen als insteek verdeeld, met pothuis                          | Werk-woonhuis             | |                                                                                         | Suupmarkt 21                                                   | 53° 1' 57" NB, 5° 39' 44" OL | 34073  | Meer afbeeldingen                                                                                     |
| Pand met verdieping onder zadeldak tegen puntgevel met geprofileerde vensternissen en overkraagde vensterdammen op de verdieping | Werk-woonhuis             | 16e eeuw |                                                                                         | Suupmarkt 10                                                   | 53° 1' 56" NB, 5° 39' 44" OL | 34074  | Meer afbeeldingen                                                                                     |
| Waterpoort | Fort, vesting en -onderdl | 1613 1758-'79 (verb. poortwachterswoning) 1776 (koepeltje poortwachterswoning 1877-'78 en 1963 (rest.)                                                                  | Th. Romein of J. Lous J.Ph. Hogendijk met advies van I. Gosschalk (1877-'78)            | Waterpoortgracht                                               | 53° 1' 46" NB, 5° 39' 35" OL | 34075  | Meer afbeeldingen                                                                                     |
| Deftig woonhuis met verdieping en versierde kroonlijst onder schilddak met hoekschoorstenen met borden                           | Woonhuis                  | 1789 | A. Bruinsma                                                                             | Wijde Noorderhorne 1                                           | 53° 1' 60" NB, 5° 39' 27" OL | 34076  | Meer afbeeldingen                                                                                     |
| Boerderij Haubois | Boerderij                 | 18e eeuw |                                                                                         | De Weide 1                                                     | 53° 2' 37" NB, 5° 41' 5" OL  | 34080  | Meer afbeeldingen                                                                                     |
| Stadsgracht | Waterweg, werf en haven   | vanaf 1492 |                                                                                         | rondom oude stad                                               | 53° 1' 53" NB, 5° 39' 25" OL | 34077  | Meer afbeeldingen                                                                                     |
| Overblijfselen van een bastion (Bolwerk)                                                                                         | Open verdedigingswerk     | |                                                                                         | bij Kerkgracht 10                                              | 53° 1' 57" NB, 5° 39' 25" OL | 34078  | Meer afbeeldingen                                                                                     |
| Boerderij van het kop-romptype met niet onderkelderd voorhuis met zesruitsvensters                                               | Boerderij                 | 1699 |                                                                                         | It Ges 6                                                       | 53° 1' 11" NB, 5° 41' 32" OL | 36881  | Upload foto                                                                                           |
| Grote kop-hals-rompboerderij met uitgebouwd vertrek onder zadeldak tegen topgevel voor in de "romp"                              | Boerderij                 | 1847 |                                                                                         | It Ges 8                                                       | 53° 1' 9" NB, 5° 41' 34" OL  | 42153  | Meer afbeeldingen                                                                                     |
| Binnenstadsgrachten | Waterweg, werf en haven   | 13e eeuw |                                                                                         | Hoogend Kleinzand Grootzand Leeuwenburg Suupmarkt              | 53° 1' 50" NB, 5° 39' 38" OL | 34079  | Binnenstadsgrachten                                                                                   |
| Wilhelminapark | Tuin, park en plantsoen   | 1898 | G.L. Vlaskamp                                                                           | Bolswarderweg bij 14                                           | 53° 2' 9" NB, 5° 39' 10" OL  | 514079 | Meer afbeeldingen                                                                                     |
| Wilhelminapark, gedenkteken | Gedenkteken               | 1898 | Tj. Hommes                                                                              | Bolswarderweg bij 14                                           | 53° 2' 9" NB, 5° 39' 10" OL  | 514080 | Meer afbeeldingen                                                                                     |
| Wilhelminapark, tuinmans-/parkwachterswoning                                                                                     | Bijgebouwen kastelen enz. | 1898 1905 (gedenkplaat) verb. in o.a. 1930-1939 1988 (rest. gedenkplaat)                                                                                                | A. Breunissen Troost                                                                    | Oude Dijk 14                                                   | 53° 2' 10" NB, 5° 39' 6" OL  | 514081 | Meer afbeeldingen                                                                                     |
| Wilhelminapark, volière | Tuin, park en plantsoen   | 1913 | G. Stapenséa                                                                            | Bolswarderweg bij 14                                           | 53° 2' 9" NB, 5° 39' 10" OL  | 514082 | Meer afbeeldingen                                                                                     |
| Wilhelminapark, dubbele zitbank                                                                                                  | Tuin, park en plantsoen   | 1920 | S. Jellema                                                                              | Bolswarderweg bij 14                                           | 53° 2' 9" NB, 5° 39' 10" OL  | 514083 | Meer afbeeldingen                                                                                     |
| Wilhelminapark, vaas | Tuin, park en plantsoen   | 1919-1921 |                                                                                         | Bolswarderweg bij 14                                           | 53° 2' 9" NB, 5° 39' 10" OL  | 514084 | Meer afbeeldingen                                                                                     |
| Wilhelminapark, rotsfontein | Tuin, park en plantsoen   | 1919-1921 |                                                                                         | Bolswarderweg bij 14                                           | 53° 2' 9" NB, 5° 39' 10" OL  | 514085 | Meer afbeeldingen                                                                                     |
| Rooms-katholieke begraafplaats Sint Martinuskerk                                                                                 | Begraafplaats en -onderdl | 1892 | J.Ph. Hogendijk                                                                         | bij Leeuwarderweg 83                                           | 53° 2' 23" NB, 5° 40' 12" OL | 514087 | Meer afbeeldingen                                                                                     |
| Rooms-katholieke begraafplaats Sint Martinuskerk, kapel                                                                          | Kapel                     | 1892 1990 (rest.) | J.W. Boerbooms                                                                          | bij Leeuwarderweg 83                                           | 53° 2' 23" NB, 5° 40' 12" OL | 514088 | Meer afbeeldingen                                                                                     |
| Rooms-katholieke begraafplaats Sint Martinuskerk, Calvarieberg                                                                   | Kerk en kerkonderdeel     | 1893 | J.W. Boerbooms                                                                          | bij Leeuwarderweg 83                                           | 53° 2' 23" NB, 5° 40' 12" OL | 514089 | Rooms-katholieke begraafplaats Sint Martinuskerk, Calvarieberg                                        |
| Rooms-katholieke begraafplaats Sint Martinuskerk, toegangshek                                                                    | Erfscheiding              | 1892 | J.W. Boerbooms                                                                          | bij Leeuwarderweg 83                                           | 53° 2' 23" NB, 5° 40' 12" OL | 514090 | Rooms-katholieke begraafplaats Sint Martinuskerk, toegangshek                                         |
| Rooms-katholieke begraafplaats Sint Martinuskerk, grafmonument van de familie Rooswinkel                                         | Begraafplaats en -onderdl | 1884 |                                                                                         | bij Leeuwarderweg 83                                           | 53° 2' 23" NB, 5° 40' 12" OL | 514091 | Rooms-katholieke begraafplaats Sint Martinuskerk, grafmonument van de familie Rooswinkel              |
| Rooms-katholieke begraafplaats Sint Martinuskerk, grafmonument van de familie Visser                                             | Begraafplaats en -onderdl | 1892 |                                                                                         | bij Leeuwarderweg 83                                           | 53° 2' 23" NB, 5° 40' 12" OL | 514092 | Rooms-katholieke begraafplaats Sint Martinuskerk, grafmonument van de familie Visser                  |
| Rooms-katholieke begraafplaats Sint Martinuskerk, grafmonument van Martin Lampe                                                  | Begraafplaats en -onderdl | 1899 |                                                                                         | bij Leeuwarderweg 83                                           | 53° 2' 23" NB, 5° 40' 12" OL | 514093 | Rooms-katholieke begraafplaats Sint Martinuskerk, grafmonument van Martin Lampe                       |
| Sportpark Leeuwarderweg, tribunegebouw                                                                                           | Sport en recreatie        | 1927 | J. de Kok                                                                               | Leeuwarderweg 52                                               | 53° 2' 9" NB, 5° 40' 14" OL  | 514095 | Sportpark Leeuwarderweg, tribunegebouw                                                                |
| Sportpark Leeuwarderweg, toegangspoort                                                                                           | Sport en recreatie        | 1927 | J. de Kok                                                                               | Leeuwarderweg 52                                               | 53° 2' 9" NB, 5° 40' 14" OL  | 514096 | Sportpark Leeuwarderweg, toegangspoort                                                                |
| Old Burger Weeshuis, Kleine Weeshuis                                                                                             | Sociale zorg, liefdadigh. | 1914 | G. Stapenséa W.C. Brouwer (gevelstenen en decoraties)                                   | Kruizebroederstraat 2-4                                        | 53° 1' 60" NB, 5° 39' 31" OL | 514097 | Old Burger Weeshuis, Kleine Weeshuis                                                                  |
| Dubbel woonhuis met Um 1800-elementen                                                                                            | Woonhuis                  | 1908 1938 (verb. interieur nr. 26) | G. Stapenséa Pander (1938)                                                              | Stationsstraat 24-26                                           | 53° 1' 51" NB, 5° 39' 17" OL | 514098 | Dubbel woonhuis met Um 1800-elementen                                                                 |
| Winkelwoning in neo-renaissancestijl                                                                                             | Werk-woonhuis             | 1907-'10 1990-'91 (verb.) | N. Molenaar sr.                                                                         | Grootzand 66                                                   | 53° 1' 48" NB, 5° 39' 38" OL | 514099 | Meer afbeeldingen                                                                                     |
| Harinxmabrug | Brug                      | 1920 1984 (herb. brugwachtershuisje) |                                                                                         | tussen Koopmansgracht en Harinxmakade                          | 53° 1' 51" NB, 5° 39' 49" OL | 514100 | Meer afbeeldingen                                                                                     |
| Herenhuis in eclectische stijl (Het Wijnpaleis)                                                                                  | Woonhuis                  | 1864 | A. Breunissen Troost                                                                    | Jousterkade 4                                                  | 53° 1' 60" NB, 5° 39' 57" OL | 514101 | Meer afbeeldingen                                                                                     |
| Old Burger Weeshuis, administratiekantoor                                                                                        | Handel en kantoor         | 1904 1925-1930 (hek) 1996 (herstel na brand) | N. Molenaar sr.                                                                         | Kleine Kerkstraat 6                                            | 53° 1' 59" NB, 5° 39' 35" OL | 514102 | Meer afbeeldingen                                                                                     |
| Old Burger Weeshuis, uitbreiding                                                                                                 | Sociale zorg, liefdadigh. | 1919 | N. Molenaar sr.                                                                         | Kruizebroederstraat 36                                         | 53° 1' 60" NB, 5° 39' 33" OL | 514103 | Meer afbeeldingen                                                                                     |
| Station | Transport                 | 1882-'84 | mog. M.A. van Wadenooyen                                                                | Kanaalstraat 16                                                | 53° 1' 57" NB, 5° 39' 6" OL  | 514104 | Meer afbeeldingen                                                                                     |
| Dubbel woonhuis in expressionistische stijl                                                                                      | Woonhuis                  | 1912 1923 (verb.) | A. Goodijk                                                                              | Stationsstraat 9-11                                            | 53° 1' 54" NB, 5° 39' 15" OL | 514105 | Dubbel woonhuis in expressionistische stijl                                                           |
| Zestien woonhuizen in art-nouveaustijl                                                                                           | Woonhuis                  | 1901 | L.W.A. de Blinde                                                                        | Prinses Julianapark 2-15                                       | 53° 1' 56" NB, 5° 39' 11" OL | 514106 | Meer afbeeldingen                                                                                     |
| Kademuur Looxmagracht | Aanlegvoorziening         | 1905-1915 |                                                                                         | langs de Looxmagracht tussen Laatste Stuiverbrug en Looxmabrug | 53° 2' 3" NB, 5° 39' 44" OL  | 514109 | Meer afbeeldingen                                                                                     |
| Tonnemafabriek | Industrie                 | 1950-1956 | Jo Boer                                                                                 | Oude Oppenhuizerweg 6                                          | 53° 1' 37" NB, 5° 40' 27" OL | 530843 | Meer afbeeldingen                                                                                     |